# 東海大学山形高等学校
東海大学山形高等学校（とうかいだいがくやまがたこうとうがっこう、英: Tōkai University Yamagata Senior High School）は、山形県山形市成沢西三丁目にある私立高等学校。東海大学の提携校（正式な付属校ではなく、東海大学と契約し、東海大学の付属校に準ずる扱いを受けている学校）。学校法人東海大学と提携する学校法人東海山形学園が設置している。
この学校は東海大学の提携校であることから、東海大学系列の各大学・短大（東海大学・ハワイ東海インターナショナルカレッジ）への推薦入学制度がある。

## 歴史
1956年（昭和31年）創立の一橋商業高等学校が前身。1978年（昭和53年）に学校法人東海大学と提携し、東海山形高等学校として発足。この東海大学提携校となったのを期に入学式及び卒業証書授与式の回数は、第1回となっている。1982年（昭和57年）、東海大学山形高等学校（提携校）に校名変更した。
普通科と商業科の2つの学科があったが、1987年（昭和62年）に商業科が廃止され普通科のみとなる。コース制をとっており「特進コース」「総合進学コース」「総合学習コース」に分かれる。

## 部活動

### 野球部
1982年（昭和57年）に初めて硬式野球部が夏の甲子園に出場。しかし、それから3年後の1985年夏（第67回）出場時は、清原和博（元・オリックス・バファローズ）、桑田真澄（元・読売ジャイアンツ）を擁するPL学園に、甲子園大会史上唯一の毎回得点を許し、7-29という記録的な大敗を喫してしまった。1995年夏（第77回）出場を最後に低迷し（酒田南高、羽黒高が台頭）甲子園から遠ざかっていたが、久々の出場となった2004年春（第76回）で山形県勢として、春夏通じて初めてベスト8に進出した。

### 男子陸上競技部
1982年（昭和57年）陸上競技部として中長距離・駅伝を中心に活動を始める。1991年（平成3年）に県高校駅伝初優勝、2014年（平成26年）までの31年間で13回優勝し、全国大会に出場している。全国大会では2010年（平成22年）の21位、2時間08分47秒（県新記録）が最高で全国大会の常連である。2015年は学校としては初の県高校駅伝4連覇を達成。

### ディベート部
2000年(平成12年)に東海大学の付属学校（提携校含む）に於ける教育施策のひとつとして、山形県内でも数少ないディベートの活動を始める。当初は東海大学の付属中学・高校（提携校含む）を対象に開催される「ディベート東海」に参加するために、チームメンバーを集めての活動であった。全国中学・高校ディベート選手権東北地区大会への参加経験がある。

### サッカー部
2014年(平成26年)に全国高校サッカー選手権大会山形県大会決勝で、６度目の挑戦で初優勝。全国大会進出。(対新庄東2-0)全国大会では初戦でPK負け。

### 吹奏楽部
全日本吹奏楽コンクール東北大会に十数回出場。2011年(平成23年)からは7年連続で東北大会に出場している。2018年(平成30年)の全日本吹奏楽コンクール東北大会において、吹奏楽部史上初となる金賞を受賞した。
また、全日本アンサンブルコンテスト東北大会や、日本管楽合奏コンテスト、全日本高等学校吹奏楽大会in横浜にも数回出場している。
2016年(平成28年)、第22回日本管楽合奏コンテストB部門（大編成）において、吹奏楽部史上初となる最優秀賞を受賞した。

## 特色

### 付属推薦入学制度
付属推薦入学制度で進学できる大学・短期大学は下記の通り。東海大学付属高校（提携校含む）における系列大学への付属推薦は、各付属学校長（提携校含む）の推薦にウエイトがあり、学業成績だけでなく、どのような高校生活を送ったかという総合的な視点で評価される。
- 東海大学
- ハワイ東海インターナショナルカレッジ

### 学園オリンピック
東海大学の一貫教育プログラムのひとつで、東海大学の１４の付属高校と６つの中等部（どちらも提携校含む）から、各分野において選抜された生徒が競い合い、学校間の交流を深めるスポーツ、文化部門の夏季競技会及びセミナー。通称「学オリ」。国語・数学・英語・理科・造形・音楽・スポーツ・知的財産・ディベートの部門からなり、付属高校や東海大学の教員の指導のもと東海大学の各関連施設にて実施される。

### 豊富な海外研修
学校法人東海大学主催の特色ある海外研修に、提携校であるこの学校からの参加も可能であり、希望により参加することができる。アメリカで行われる「夏季英語海外研修」、「ヨーロッパ研修旅行」、そして東海大学海洋学部の調査研修船「望星丸」による「体験航海」のほか、付属推薦で東海大学に進学する予定の生徒が、3年次の1月～2月の間、ハワイにあるハワイ東海インターナショナルカレッジに中期留学する「SHIP」がある。

## 校風
提携校ではあるが、東海大学創立者松前重義博士の精神を受け継ぎ、明日の歴史を担う強い使命感と豊かな人間性を持った人材を育て、「調和のとれた文明社会を建設する」という理想を掲げ、東海大学との一貫した教育を目指している。
東海大学建学の精神
若き日に汝の思想を培え
若き日に汝の体躯を養え
若き日に汝の知能を磨け
若き日に汝の希望を星につなげ
校旗
- 校旗は、東海大学創立者・松前重義が思想的な影響を受けた、内村鑑三の「愛と正義」の精神を、自らの信条として十字に象徴化したものである。松前は「校旗の十字の白線は、横が愛、縦は正義を表す。愛と正義の交わるところに真理がある」と述べている。

校章
- 校章は、「高」の文字の下に、波と翼がデザインされたものである。これは洋々とした大海と、それを俯瞰して悠揚迫らず大きく翼を広げて飛翔するかもめを表している。

オフィシャルマーク
- 学校法人東海大学のオフィシャルマークとして「T-ウェーブ」がある。これは「大洋」と「友愛」を象徴し、歴史の大きな流れのなかで総合文明の時代を開拓する、同学の新しき波を表現したものである。形は「東海」の頭文字の「T」をあしらっている。このオフィシャルマークとそれに付随したロゴタイプには大学広報部広報課が定めた「デザインガイド」が存在し、この学校も提携校ながらそれらを使用することを許可されているが、この学校は提携校であるため、「デザインガイド」を遵守することはなく、多くの印刷媒体・看板等でこの学校独自のデザインが散見される。この学校では、「TOKAI」のロゴタイプ（大学が制定する正式なロゴタイプは「TOKAI」のロゴは「K」と「A」が繋がる）を使用せず、類似した書体で済ませたり、ガイドにある細かなシグネチャー使用指示の無視、学校名和文ロゴタイプを使用しないなど、他の付属諸学校にみられる「デザインガイド」の徹底遵守は実施していない。

## スローガン・タグライン
可能性のフィールドを広げよう　2005年より使用。

## 校長
- 石澤惣栄（2025.4-　山形県教員を山形県立山形南高等学校長を最後に定年退職し本校長に着任。数学科）

## 著名な出身者

### スポーツ
- 小田嶋正邦（元プロ野球選手）
- 丸山和馬（元プロ野球選手）
- 赤間謙 (元プロ野球選手)
- 宮川哲 (プロ野球選手)
- 安井勇輝（元プロ野球選手）
- 大河原翔（元プロ野球選手）
- 松田和宏（学法石川高校陸上競技部監督）
- 斉藤了（プロレスラー）
- 多田有佑（ボートレーサー）

### 文化・芸能
- 三浦昌朗（漫才師、ロケット団ボケ担当、東海大学文学部卒）

## 学校名
「東海」とは、アジア大陸の東に位置する世界最大の海洋である太平洋を表し、太平洋のように大きく豊かな心、広い視野を育みたいという願いが込められている。
校名に「付属」が付かないのは、提携校であるためである（菅生高校・中等部も同様に提携校である）。

## 交通アクセス
- 東日本旅客鉄道（JR東日本）奥羽本線蔵王駅より徒歩15分
- 山交バス「東海大山形高」バス停下車